# Стратон (филозоф)
Стратон од Лампсака, звани "физичар" (340. п. н. е. - 268. п. н. е.) био је старогрчки филозоф и физичар.

## Биографија
Он је представник перипатетичке школе. Његов учитељ је други шеф Лицеја, Теофраст (пошто је Стратон у години Аристотелове смрти имао 17-18 година, мало је вероватно да је имао прилику да учи код самог оснивача Лицеја). Када је Птолемеј I Сотер, краљ хеленистичког Египта, позвао Теофраста да постане учитељ његове деце (нарочито будућег краља Птоломеја Филаделфа), он је то одбио, наводећи чињеницу да не може да напусти Лицеј, и послао је Стратона у његово место. У главном граду Египта, Александрији, Стратон је активно учествовао у организацији Библиотеке и Музеја, који су касније постали центар научних сазнања хеленистичког света. Године 287. п. н. е. постављен ке на чело Лицеја, који је водио до смрти.

## Погледи и активности
Стратонови ставови се углавном нису поклапали са ставовима Аристотела. Дакле, Стратон је веровао да је природа (пхисис) сила неодвојива од материје, поричући Бога и душу као независно делујуће агенте. Према Цицерону, Стратон „верује да сва божанска моћ лежи у природи, која садржи узроке генерисања, пораста, али је лишена сваког смисла и изгледа. Стратонова природа је спонтана и самодовољна сила, лишена свести и личности, није подређена никаквим спољашњим облицима или циљевима. Очигледно је по својим погледима био близак атеизму.
Већина Стратонових дела се односи на физику, о чему сведочи и његов надимак. Стратон је сматрао гравитацију главном силом у природи, која, по његовом мишљењу, организује космос и извор је кретања. У свом тумачењу гравитације, Стратон је негирао аристотеловски концепт природних места, сматрајући да сва четири елемента (Аристотелов пети елемент – Стратон је такође негирао етар) имају различите степене гравитације. Стратон се није слагао са Аристотеловим мишљењем да тела падају на Земљу сталном брзином; по његовом мишљењу брзина пада тела расте са растојањем. Да би доказао ову изјаву, спровео је посебне експерименте: бацао је тела са различитих висина и процењивао брзину по сили удара о препреку. Дакле, Стратон се може сматрати претечом експерименталне физике.
Поред гравитације и удара, Страто је веровао у постојање других сила, које је укључио, посебно, топлоту и хладноћу.
Као и Демокрит, Стратон је препознао постојање празнине, верујући да она раздваја честице које чине материју: тако је објаснио стишљивост тела. За разлику од Демокритових атома, ове честице је он сматрао у принципу дељивим. Стратонови ставови о празнини имали су снажан утицај на античку пнеуматику (посебно на дело Филона Византијског и Херона), као и на истраживања лекара и анатома Еразистрата.
Псеудо-Плутарх наводи Стратоново мишљење да је метеор „светлост звезде обавијена густим облаком, као што се дешава са бакљама“.
Стратон је велику пажњу посветио и психологији. Веровао је да се душа налази у предњем делу главе, између обрва. Душа се сматрала извором мишљења, опажања и осећања, док су чула била само посредници у преношењу сензација. Према Стратону, опажања могу остати у души неко време; мишљење је кретање опажаја. Истовремено, не можемо мислити на ништа што раније нисмо уочили.

## Следбеници
Многи Стратоови ставови су блиски савременим научним идејама, али он није оставио иза себе студенте који би могли да наставе његов рад. Међутим, његови ученици су велики астроном Аристарх са Самоса, оснивач хелиоцентричног система, а по некима и велики александријски лекар и анатом Херофил.